# Le Pizou
Le Pizou is een gemeente in het Franse departement Dordogne (regio Nouvelle-Aquitaine). De plaats maakt deel uit van het arrondissement Périgueux. 1 januari 2022 1.416 inwoners.

## Geografie
De oppervlakte van Le Pizou bedraagt 17,02 km², de bevolkingsdichtheid is 78 inwoners per km² (per 1 januari 2019).
De onderstaande kaart toont de ligging van Le Pizou met de belangrijkste infrastructuur en aangrenzende gemeenten.

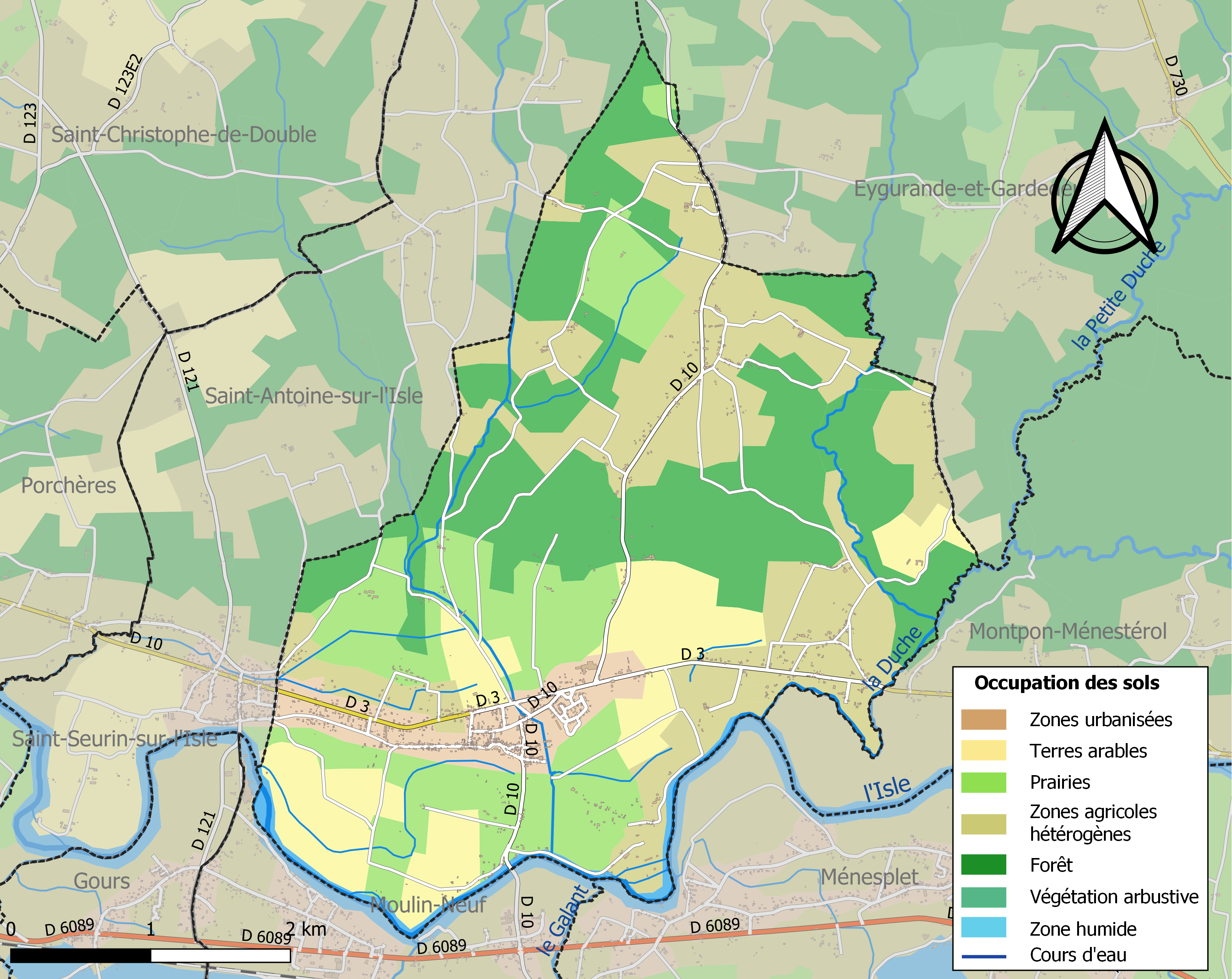

## Demografie
Onderstaande figuur toont het verloop van het inwonertal (bron: INSEE-tellingen).